# Tomasz Cywka
Tomasz Wojciech Cywka (27 de juny de 1988, Gliwice, Polònia) és un futbolista polonès. Juga com a davanter al Derby County.

## Clubs
| Club            | País       | Any         |
| --------------- | ---------- | ----------- |
| Wigan Athletic  | Anglaterra | 2006        |
| Oldham Athletic | Anglaterra | 2006        |
| Wigan Athletic  | Anglaterra | 2006 - 2010 |
| Derby County    | Anglaterra | 2010-2012   |
| Reading FC      | Anglaterra | 2012        |
| Barnsley FC     | Anglaterra | 2012-       |